# Экономика Урарту
Эконо́мика (хозя́йство) Ура́рту — структура и принципы построения хозяйства государства Урарту, древнего государства Передней Азии, существовавшего в период с XIII по VI века́ до н. э. на территории Армянского нагорья. Экономика Урарту была типичной для ближневосточных деспотических государств Древнего мира и была тесно связана с хозяйством соседней Ассирии.

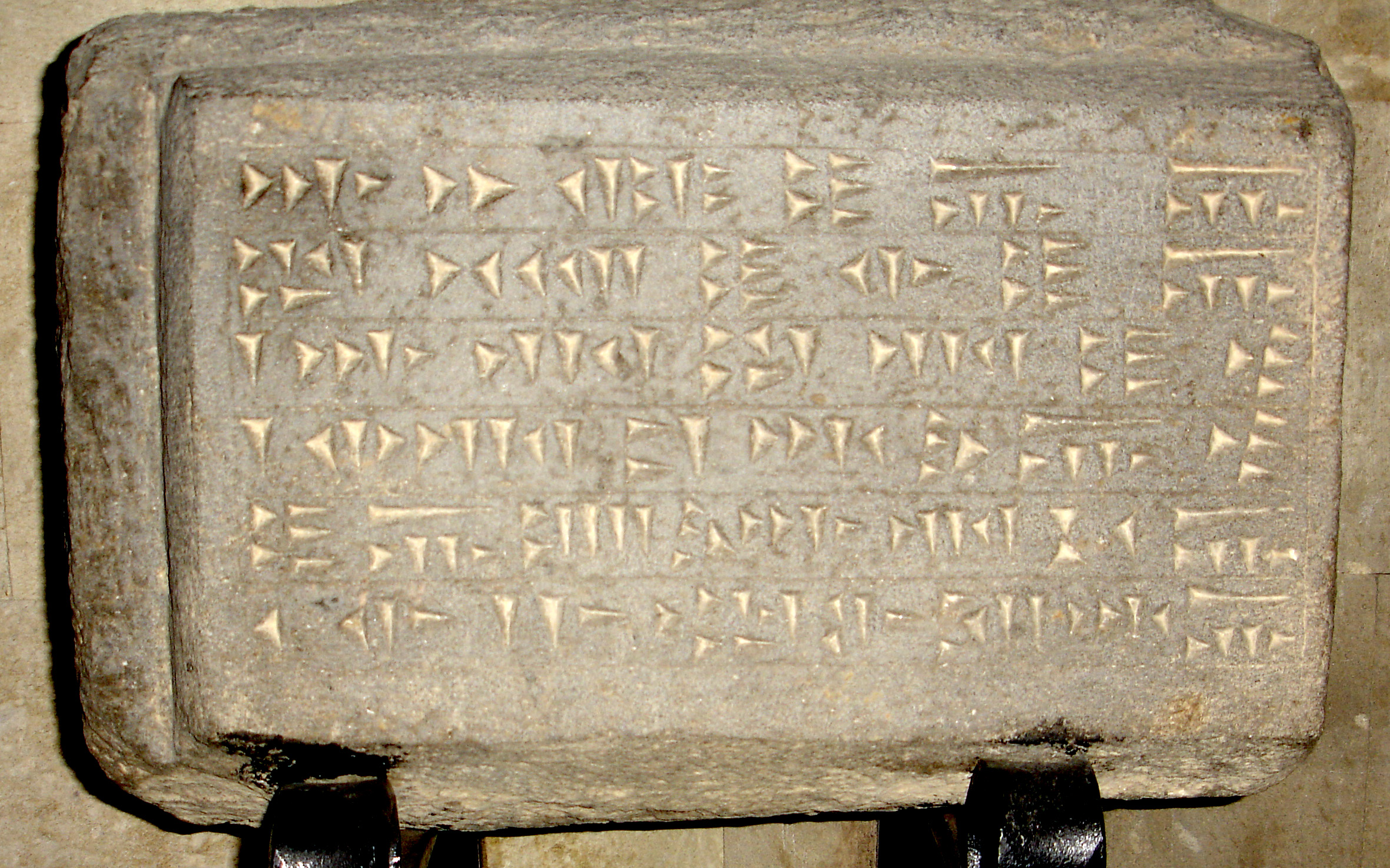
Урартская клинописная надпись: «Величием бога Халди Сардури, сын Аргишти, это зернохранилище насыпал, 10 тысяч 100 капи здесь».

## Основы урартской экономики

### Государственное устройство
Урартское государство представляло собой типичное деспотическое государство Древнего Востока. Власть урартских царей была неограниченной. Урартский царь являлся и верховным главнокомандующим урартской армии, и верховным жрецом государства. В отличие от соседних Ассирии и Вавилонии, в Урарту нет следов существенного влияния религиозных норм или каких-либо универсальных законов на государственную жизнь.
Как следствие, урартские храмовые хозяйства не имели такого значения, как храмовые хозяйства государств Месопотамии. Ведущая роль принадлежала царским хозяйствам, причём целые города и районы считались царской собственностью.

### Административное управление
Ведущие позиции в государстве Урарту занимали представители царского рода, которых насчитывалось до 300 человек. Административное управление регионами было различным. Многие области, входящие в Урарту, были населены различными этническими группами, во главе которых стоял местный правитель. В целях дополнительного контроля, кроме местного правителя в области, постоянно находился царский наместник, следящий за внутренними делами. Такие области регулярно, вероятно ежегодно, выплачивали дань урартскому царю в виде натуральных продуктов: скотом, зерном и прочим.
С другой стороны, многие районы и города Урарту были основаны и благоустроены непосредственно по приказам урартских царей. В таких случаях, управление было прямым, а местным правителем назначался, как правило, родственник царя. Управление внутри такой местности строилось по тем же принципам, что и управление государства в целом. Местный правитель обладал почти неограниченной властью в своей «вотчине», при условии соблюдения приказов царя. Однако, упрощённая система государственного управления в Урарту не позволяла эффективно управлять одновременно несколькими такими городами. Это приводило к тому, что благоустроенные «царские» города одного царя постепенно приходили в упадок при его наследниках, которые больше заботились о процветании своих «царских» городов. Таким образом, «главные» царские хозяйства с течением времени «перемещались» по государству.

### Население
Население Урарту также являлось «собственностью» царя. Во многих случаях люди из непокорных областей или из вражеских стран порабощались и направлялись на принудительные работы. При этом, зачастую в плен захватывались лишь женщины и дети, которые через определённое время «интегрировались» в состав урартского населения.
Население, скорее всего, было обязано участвовать в государственном строительстве, которое часто было направлено на благоустройство царских хозяйств, возведение защитных сооружений и храмов. Вместе с этим, большая прослойка населения пользовалась определёнными свободами, имела возможность вести собственное хозяйство и, возможно, использовать от одного до нескольких слуг-рабов.
Кроме этого, существовала прослойка населения, живущая на государственном довольствии. Помимо нескольких специальных придворных должностей, сюда относилась часть урартской армии. Например, результаты археологических раскопок Тейшебаини подтвердили, что большое число жителей этого города жили за счёт государства.

### Торговля
Разделение труда в сельском хозяйстве на Армянском нагорье произошло ещё задолго до образования Урарту. Поэтому исследователи не сомневаются в том, что развитые торговые отношения существовали в Урарту с самого начала существования государства. Торговля в Урарту была меновой, а не товарно-денежной. Предметом торговли обычно являлись скот, лошади, зерно, вино, металлы, лес. Систематические военные действия, особенно между Урарту и Ассирией, осложняли развитие торговли. Часто, ценные грузы захватывались в качестве военной добычи или подати.
Вероятно, что храмовые хозяйства Урарту также участвовали в торговых отношениях. Например, в религиозном центре Урарту, Мусасире, выращивали скот как для жертвоприношений, так и «свободный», предназначенный для торговли.
Основными товарами, производимыми в Урарту, которые представляли интерес для соседних государств (особенно для государств Месопотамии) являлись:
- Лошади. Природные условия Армянского нагорья намного более благоприятны для разведения лошадей, чем природные условия соседних стран. Лошади в I тысячелетии до н. э. являлись важнейшим стратегическим ресурсом, необходимым для создания боевых колесниц.
- Металлы. Залежи руд различных металлов, включая железную руду, способствовали развитию металлургии на Армянском нагорье. Страны Месопотамии, с другой стороны, не имели собственных железных рудников.
- Вино. Природные условия Урарту прекрасно подходили для выращивания винограда, и, как следствие, в Урарту процветало виноделие[6].

### Ирригацияи водоснабжение
Важнейшим фактором, влияющим на экономику той или иной урартской территории, было её водоснабжение и орошение. Все царские хозяйства Урарту обустраивались вокруг сооружённых оросительных каналов. Множество территорий Армянского нагорья, включая побережье озера Ван, долину реки Мурат и Араратскую долину, плохо приспособлены для примитивного земледелия, но способны давать богатые урожаи при искусственном орошении. Привлечение ресурсов и масс населения для строительства крупных оросительных каналов являлось одним из главных прогрессивных факторов урартской государственности, и способствовало расцвету, которого достигло Урарту в VIII веке до н. э. Благодаря усилиям, затраченным на ирригацию, урарты получили возможность выращивать зерновые культуры в достаточном количестве, чтобы не зависеть от соседей, а также многократно расширить культивирование винограда и стать крупнейшим производителем и экспортёром вина в Древнем мире.
Кроме этого, строительство городов и крепостей требовало строительства адекватной системы водоснабжения. Такие системы были востребованы не только для экономических нужд города, но и для военных, особенно на случай осады города. Урарты достигли больших успехов в сооружении систем водоснабжения и орошения. Во времена правления царей Ишпуини, Менуа, Аргишти I, Сардури II, Русы I и других, было построено множество эффективных оросительных каналов, часть которых используются до сих пор, причём в некоторых случаях даже без существенной реконструкции.
Крупнейшим таким каналом был канал Менуа (канал Шамирам), снабжающий пресной водой столицу Урарту, город Тушпу. Общая протяжённость этого канала свыше 70 км, через реку Хошаб вода канала переводилась по специальному мосту, а в низменных местах — по каменной кладке высотой до 15 метров. Многие участки канала действуют и в наши дни.
|  | Перевод надписи на одном из камней: Могуществом бога Халди Менуа, сын Ишпуини, этот канал провёл. «Канал Менуа» — имя его. Величием бога Халди Менуа, царь могущественный, царь великий, царь страны Биаинили, правитель Тушпа-города. Менуа говорит: Кто эту надпись уничтожит, кто её разобьёт, кто кого-нибудь заставит совершить эти дела, кто другой скажет: Я этот канал провёл, пусть уничтожат боги Халди, Тейшеба, Шивини, все его боги под солнцем. |

Возможно, что ирригационная техника урартов была частично заимствована в соседней Ассирии, в стране, которая решающим образом повлияла на культуру Урарту. Государства Месопотамии были известны своими высокими достижениями в организации искусственного орошения. С другой стороны, на Армянском нагорье ещё в доурартское время существовал культ Вишапов — божеств воды и плодородия, который был связан с системами древних водных каналов. В любом случае, ирригационная деятельность урартов заслужила высокую оценку ассирийцев. Из письма ассирийского царя Саргона II богу Ашшуру:

… Улху, укреплённый город, расположенный у подножья горы …, где люди, как рыбы, на суше жаждут, не пьют и не насыщаются — Урса, царь, правитель их, по желанию сердца своего указал выход вод. Он вырыл канал, несущий проточную воду, и воду как Евфрат заставил он течь. Он вывел бессчётные арыки от его русла и воистину оросил нивы. Города Улху пустынные земли, которые издревле …, он, как дождь, пролил на них плоды и виноград. … … Его пустынные земли он превратил в луга ….

К сожалению, Саргон II уничтожил урартские достижения в городе Улху во время военного похода 714 года до н. э., однако его разрушения пролили некоторый свет на устройство урартского водоснабжения. Из письма Саргона II: «Каналу, — потоку, питающему его, — я заткнул выход и свежую воду его превратил в болото, арыки, отведённые от его русла, я …, их подземные трубы показал я солнцу…». Такие подземные трубы действительно были обнаружены археологами при раскопках другого урартского города, Эребуни, однако принципы работы таких водопроводов пока остаются неясными.
| | |  |  |
| | Обломки железных труб из урартского города Тейшебаини. Трубы использовались для водоснабжения города питьевой водой из реки Раздан, а также для отвода дождевой воды. |  |  |
| Урартские каменные трубы из Тейшебаини и Эребуни. Типичный отрезок трубы имел длину около 1 метра, внешнее сечение 40 см, внутреннее сечение 11 см. Отрезки труб вставлялись друг в друга, образуя водопровод. Некоторые отрезки труб, как на фотографии в центре, имели сантехнические ревизии для чистки водопровода. | |  |  |

Особый интерес представляют также урартские оросительные сооружения в Русахинили (пригород урартской столицы Тушпы, построенный Русой II). Эти сооружения включали в себя искусственное «озеро Русы», существующее и поныне под народным названием «Священническое озеро», и сложную систему подземных коммуникаций. Точное устройство этой оросительной системы, которая ещё в конце XIX века функционировала и питала водой армянскую и курдскую деревни на месте Русахинили, остаётся неизвестным, а клинописная табличка Русы I, описывающая сооружение этой системы, непонятой.

## Сельское хозяйство

### Земледелие
Земледелие на Армянском нагорье имеет древние традиции. Согласно археологическим данным, земледелие на этой территории практиковалось со времён неолита, ещё по крайней мере в III тысячелетии до н. э. В урартское время земледелие было хорошо развитым, техника земледелия была высокой, вероятно, заимствованной у ассирийцев. Большинство орудий для обработки земли изготовлялось из железа, использовались тяжёлые плуги для пары (реже четвёрки) быков. Большинство территорий для успешного земледелия требовали искусственного орошения, поэтому устройство оросительных каналов урартскими царями резко интенсифицировало земледелие в данной местности и обеспечивало его развитие.
| | | | | |
| Часть железных вил, найденная близ озера Ван, и железные сошники, найденные при раскопках в Топрах-кале (Тушпа). Зарисовка немецких археологов XIX века. | Часть железных вил, найденная близ озера Ван, и железные сошники, найденные при раскопках в Топрах-кале (Тушпа). Зарисовка немецких археологов XIX века. | Часть железных вил, найденная близ озера Ван, и железные сошники, найденные при раскопках в Топрах-кале (Тушпа). Зарисовка немецких археологов XIX века. | Часть железных вил, найденная близ озера Ван, и железные сошники, найденные при раскопках в Топрах-кале (Тушпа). Зарисовка немецких археологов XIX века. | Остатки урартских железных орудий (лопата, серпы, сошники), которые были обнаружены при раскопках на Кармир-Блуре. Хранятся в музее «Эребуни» в Ереване. |

Среди выращиваемых в Урарту культур были: пшеница (в основном лат. Triticum vulgare vill), ячмень (лат. Hordeum vulgare L.), рожь (лат. Secale L.), просо (два вида лат. Panicum miliaceum L. и лат. Panicum italicum L.), кунжут (лат. Sesamum oriental), чечевица (лат. Evrum Lens), нут (лат. Cicer arietunuva) и другие. Семена и остатки этих растений были обнаружены при раскопках урартских городов, в частности, на Кармир-Блуре. Также из клинописных источников известно, что в Урарту выращивали полбу.
|  |  | Семена пшеницы и нута, которые были приготовлены для очередного посева. Семена были обнаружены при археологических раскопках городов Тейшебаини и Эребуни. |

Злаковые культуры, чаще всего просо, массово использовались для выпечки хлеба, а также для приготовления пива. Кунжут использовался для изготовления растительного масла. Например, остатки хлебной лепёшки из просяной муки были обнаружены при раскопках городских кварталов Тейшебаини. Исследователи считают, что способ её приготовления очень схож со способом выпечки хлеба, который до сих пор распространён в некоторых деревнях Кавказа. Для обработки зерна использовались зернотёрки, иногда ручные, иногда мельничные. Находки мельничных жерновов в некоторых каналах восточной Турции дают повод предположить, что в Урарту уже использовались водяные мельницы.
| |  |  |
| Вверху: каменные зернотёрки, предназначенные для перетирания зерна в муку. Слева ручного типа, справа — мельничного (Этнографический музей Армении «Сардарапат», Армавир). Слева: каменная ступа для обработки круп (Музей «Эребуни», Ереван). |  |  |

Учёные предполагают, что пшеница в Урарту была относительно редкой и высоко ценимой культурой, просо было культурой, которая чаще всего использовалась населением для приготовления хлеба. Ячмень, так же как и пшеница, чаще поступал в царские (реже в храмовые) зернохранилища и использовался для государственных нужд, а также для приготовления пива и, возможно, для меновой торговли. Во многих урартских городах сохранились клинописные надписи о постройках и наполнении царских зернохранилищ.

Надписи о сооружении зернохранилищ в Эребуни.. Хранятся в музее «Эребуни» в Ереване.
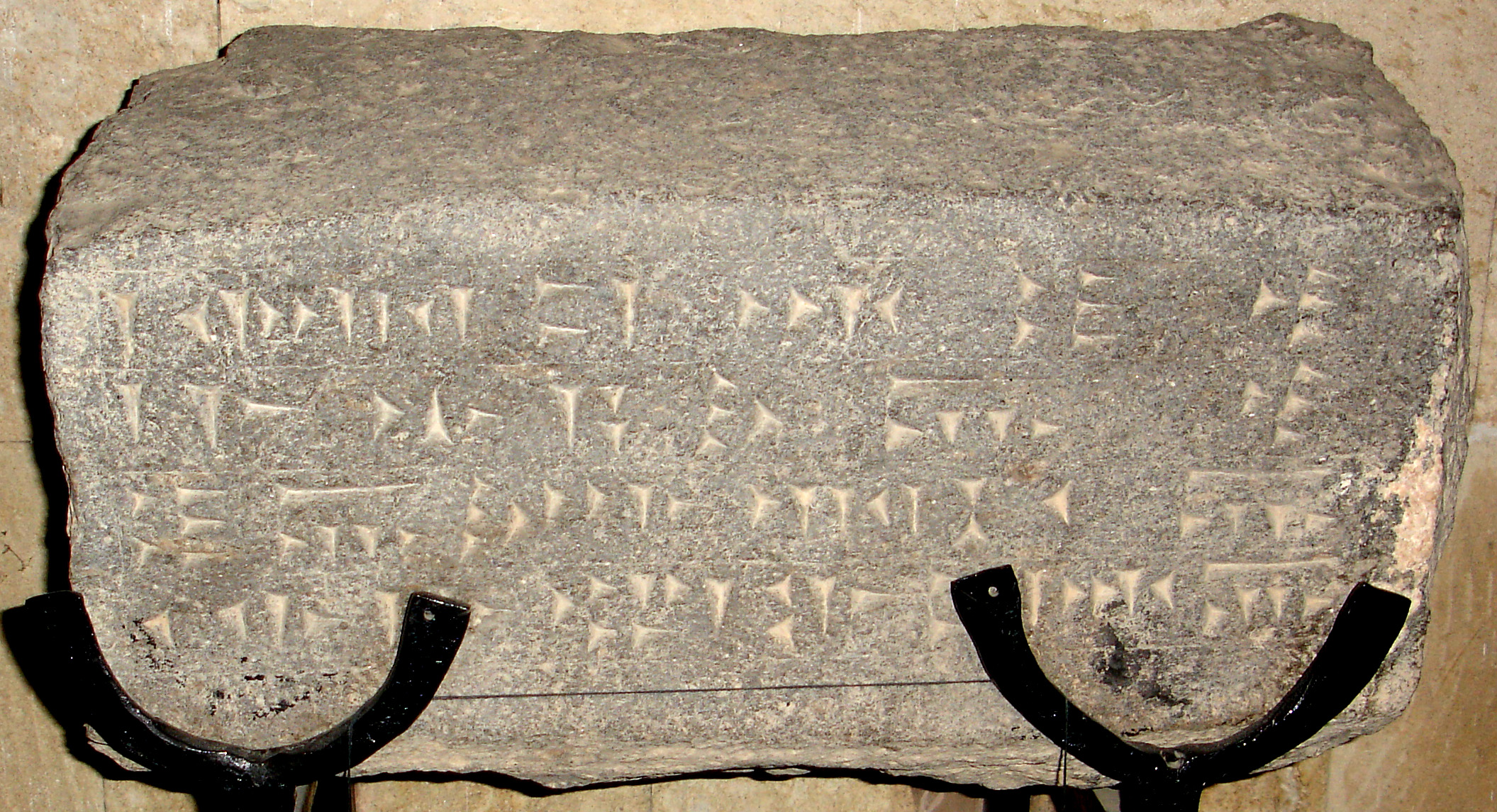
Перевод надписи: Аргишти, сын Менуа, это зернохранилище заполнил; здесь 10 тысяч 100 капи[1].
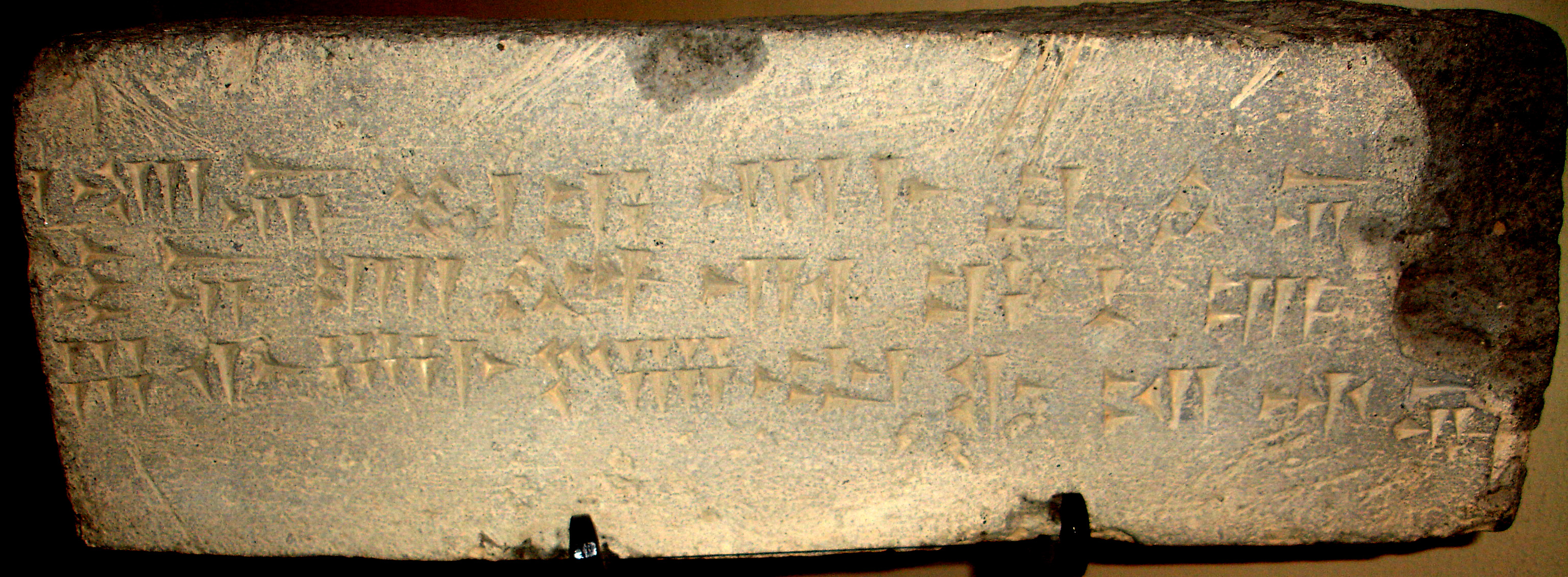
Перевод надписи: … Руса, сын Эрмины, это зернохранилище наполнил. Здесь 6848 капи зерна[1].

Точное значение меры «капи», использующейся в урартских надписях, остаётся неизвестным. Судя по урартским источникам, не было зернохранилищ, превышающих по объёму 19 тысяч капи. Известно также упоминание в летописи Сардури II большого количества ячменя: 1 миллион 22 тысячи 133 капи, которое может фиксировать общий годовой сбор ячменя с земель, подконтрольных Урарту, в период правления Сардури II, то есть в период максимального расцвета Урарту.
Среди других культур, возделываемых в Урарту, исследователи отмечают чабрец (лат. Thymus L.), арбузы (лат. Citrullus aedulis Pang) и масленичное растение лат. Camelina microcapra.

### Пивоварение
Традиции пивоварения, возможно, были заимствованы урартами в Ассирии. Как и в Ассирии, для изготовления пива использовался не только ячмень, но и просо. Один из историков античности путешествовавший по Армянскому нагорью и по Месопотамии уже в послеурартское время, Ксенофонт, описывает «ячменное вино» местных жителей, а также способы его хранения и приготовления. Во времена Ксенофонта было принято хранить пиво в закопанных в землю карасах и пить его через трубочку. Пиво было очень крепкое, но «приятное для людей привычных». Исследователи считают, что культура пивоварения в Урарту была очень сходной.
| Глиняные сосуды, в которых археологи обнаружили следы пива из ячменя и проса. Сосуды были обнаружены при раскопках города Тейшебаини на холме Кармир-Блур. Археологам также удалось локализовать пивоварню, которая находилась внутри городской крепости. Сосуд, склеенный из черепков, имеет следы украшения росписью и скульптурными головами быков и, по-видимому, использовался в дворцовой части крепости для подачи пива правителю. |

### Садоводство
Организация орошения давала возможность урартам заниматься садоводством на многих участках Армянского нагорья. Хотя садоводство не упоминается в урартских документах, и сады не были так распространены, как зерновые культуры или виноградники, археологи обнаружили следы нескольких плодовых культур в урартских городах и поселениях. Например, известно, что в Урарту выращивали яблоки, алычу, гранаты, персики, вишни и орехи. В окрестностях озера Ван, вблизи бывшей урартской столицы, обширные сады сохранялись и обрабатывались вплоть до конца XIX века и, вероятно, существовали на этом месте ещё с урартских времён.

### Виноградарство
Виноградарство в Урарту было развито очень хорошо. Природные условия Армянского нагорья в сочетании с искусственным орошением давали почти идеальные условия для выращивания винограда. Хотя археологи обнаруживали остатки изюма при раскопках урартских городов, основным назначением собранного винограда, несомненно, было виноделие. Остатки виноградных лоз были идентифицированы учёными как виноград вида лат. Vitis vinifera. Среди них удалось различить сорта «Воскеат» (харджи), «Гаран-дмак», «Арарати» и «Сев хагог», которые выращиваются и поныне.
Вино являлось стратегическим продуктом урартской экономики, и сохранилось множество свидетельств целенаправленной урартской деятельности по проведению оросительных каналов и немедленной разбивке виноградников в окрестностях канала.

### Виноделие
Виноделие было важнейшей отраслью урартского хозяйства. Благоприятные условия для роста винограда делали Урарту главным производителем вина Передней Азии. В соседней Ассирии, например, условия для произрастания винограда были существенно хуже, и ассирийцы в разное время, в зависимости от обстоятельств, получали урартское вино либо в виде дани, либо в виде военных трофеев, либо в виде товара меновой торговли.
Почти все урартские города имели крупные винные кладовые. Например, кладовые только урартского города Тейшебаини вмещали около 370 тысяч литров вина. Вино в Урарту, по-видимому, изготовлялось тем же способом, какой позже применялся в Древней Греции: вино длительное время выдерживалось в карасах на солнце и становилось густым и сладким. Археологическими исследованиями также установлено, что урартам был известен секрет использования серы для борьбы с болезнями вин.
| | | |
| Винные карасы, использовавшиеся в Урарту. Обнаружены при раскопках на Кармир-Блуре (слева) и в Аргиштихинили (справа). | Винные карасы, использовавшиеся в Урарту. Обнаружены при раскопках на Кармир-Блуре (слева) и в Аргиштихинили (справа). | Один из винных погребов крепости Тейшебаини. Погреб состоял из рядов крупных карасов, на 80% вкопанных в землю. На верхней части карасов наносились отметки о типе вина и датах его хранения. Фотография А.П. Булгакова, 1950 год. |

Для царских и дворцовых мероприятий, а также для жертвоприношений богам в Урарту использовались богато украшенные бронзовые котлы, наполняемые вином (см. Искусство Урарту).

### Скотоводство
Скотоводство возникло на Армянском нагорье с неолитических времён. Природные условия, наличие больших горных пастбищ способствовали развитию скотоводства. До формирования урартской государственности скотоводство играло ведущую роль для племён Наири. Основной целью ассирийских набегов II тысячелетия до н. э. на поселения Наири был именно угон скота. С установлением центральной власти в Урарту и с началом систематических ирригационных работ скот потерял первостепенное значение, однако, без сомнения, скотоводство оставалось важнейшей отраслью хозяйства. Помимо этого, скот играл ведущую роль в урартской религии и регулярно использовался для жертвоприношений.
Из материалов археологических раскопок известны виды животных, разводимых в Урарту. Учёные обнаружили остатки крупного рогатого скота, близкого к лат. Bos primigenius, в том числе быка (лат. Bos taurus) и буйвола (лат. Bos Bubalis), барана и овцы (лат. ovis aries), крупного козла (лат. Capra cylinbri cornis) и домашней козы (лат. Capra domestica), свиньи (лат. Sus Scrofa domestica), а также джейрана (лат. Gazella Subqutturosa) и зебувидного скота (лат. Bos indicus).
Имеются также свидетельства дальнейшей обработки молока. При археологических раскопках были обнаружены маслобойки, а также органические остатки, содержащие сычуг, свидетельствующие о существовавшем в Урарту сыроварении.

### Коневодство
В отличие от скотоводства, коневодство имело стратегическое военное значение, так как кони использовались в урартский период для устройства боевых колесниц. Как и для разведения скота, высокогорные луга Урарту создавали благоприятные условия для коневодства. Ассирия, не имеющая подобных условий, всегда высоко ценила урартских лошадей. Часто, лошади захватывались в результате военных походов.

|  |

По данным археологических раскопок, в Урарту была распространена обычная лошадь вида лат. Equus caballus. Учёные считают, что лошадь была самым распространённым домашним животным в Урарту. Особенно славилась своими лошадьми провинция Суби на восточном побережье озера Урмия. Качество жеребцов из Суби было особо отмечено ассирийским царём Саргоном II.

### Разведение верблюдов
В урартское время верблюды на Армянском нагорье были немногочисленны, однако ценились и в Урарту, и в Ассирии.
Некоторые ассирийские и урартские клинописные документы особо отмечают верблюдов как ценную добычу военных кампаний. Археологических свидетельств разведения верблюдов обнаружено мало, хотя при раскопках города Эребуни на холме Арин-Берд были обнаружены кости верблюда лат. Camelus dromedarius.

## Ремёсла

### Кузнечное дело
Армянское нагорье, где располагалось Урарту, считается древнейшим центром металлургии. Первые следы обработки металлов датируются здесь VIII—VII тысячелетиями до н. э., то есть докерамическим временем. (Например, археологические раскопки поселения Чайону-Тепези в верховьях реки Тигр, выявили следы медных изделий). На территории Урарту находилось несколько рудных месторождений меди, железа, олова, свинца, которые позволяли производить большое число металлических изделий.
|                                               |  |                                         |  |                                                       |
| Щит урартского воина, музей «Эребуни», Ереван |  | Шлем урартского воина, Берлинский музей |  | Чаша, используемая во дворце, музей «Эребуни», Ереван |

Распространено мнение, что выплавка железа вообще впервые возникла на территории Армянского нагорья не позднее II тысячелетия до н. э. Железные изделия и железная руда из Урарту поставлялись в Месопотамию (в частности в Ассирию), в Мидию, на территорию Ирана и на запад Передней Азии. Железо являлось стратегическим товаром, так как использовалось для изготовления оружия.
| |  |  |
| Слева направо: обломки металлических дверных ручек и запоров из крепости Тейшебаини; тигли для выплавки металла; точильные камни для обработки железного оружия и сельскохозяйственных орудий. (Музей «Эребуни», Ереван) |  |  |

### Керамика и обработка камня
Большинство керамических изделий в Урарту были простые, без росписи, типичной для многих других древних культур. Как и в других государствах Древнего мира, керамика в Урарту использовалась очень широко. Керамические горшки использовались для хранения продуктов и различных бытовых нужд. Некоторые крупные глиняные горшки и котлы, которые использовались при церемониях жертвоприношений, имели изящные украшения и орнаменты.
Каменные изделия из Урарту немногочисленны. В Урарту, тем не менее, существовала традиция обработки камня. Грубые каменные работы систематически использовались при строительстве крепостей, а также при выдалбливании пещер в Ванской скале. При раскопках также были обнаружены предметы с тонкой каменной гравировкой, включая различные украшения.
|                                                  |  | |  |  |
|                                                  |  | Керамическая масляная лампа — типичный светильник Урарту. В дворцовых помещениях устанавливалась на бронзовые или железные канделябры. |  |  |
| Типичный горшок для хранения молочных продуктов. |  | Керамическая погребальная урна. |  |  |

### Ткачество
Ткачество было хорошо развито в Урарту, что подтверждается древними текстами. Например, в списке награбленной добычи из Мусасира, ассирийский царь Саргон II упоминает 130 многоцветных туник из льна и шерсти. Найдены также урартские и ассирийские глиняные клинописные таблички с перечислениями заготовленной шерсти и шерстяных изделий. Археологи также обнаружили грузила ткацкого станка, пряслица от веретена, швейные иглы, а также едва сохранившиеся куски урартской ткани.
|                                                       |  |                           |  |                                                 |
| Остатки ткани, обнаруженной при раскопках Тейшебаини. |  | Железные иглы, Арин-Берд. |  | Пряслица, используемые для веретена, Арин-Берд. |